# Csoda hadművelet (1995)
A Csoda hadművelet (arabul: كرامة, latin betűkkel:Al Karama, szerbhorvátul: Operacija Proljeće 95-I) a Bosznia-Hercegovinai Köztársaság hadserege (ARBiH) 3. hadteste mudzsahed különítményének támadása volt 1995. július 21-én, a boszniai Zavidovići községhez tartozó Krčevine falu ellen.

## A támadás
A hadművelet július 21-én körülbelül 15:30-kor kezdődött. Magát a támadást, amelyet a 3. hadtest mudzsahed különítménye hajtotta végre, és a műveletet egy a mudzsahedek által alkalmazott fotós valamint Aiman Awad szíriai származású tolmács kísérte. A hadművelet része volt a nagyobb „Proljece II” nevű hadműveletnek, amelynek célja Krčevine, Malovan és Malije Gaj elfoglalása volt. 
A településre behatoló harcosok parancsnoka Adil al-Ghanim volt, aki kunya Abu Mu'adh al-Kuwaiti néven volt ismert, és aki bár ő maga nem vett részt harcban, miközben egy közeli domb tetejéről figyelte az akciót, lelőtték és megölték.
Abu Omar al-Harbi, egy szaúdi állampolgárságú parancsnok Medinából, akit nagyon zavart a boszniai muszlimok srebrenicai lemészárlása, egy hatfős csapatot vezetett, amelynek célja három boszniai szerb bunker elfoglalása volt. Az első bunker előtt azonban nyílt mező volt, amely nem kínált fedezéket a csapatának, és a szerbek, miközben igyekeztek tüzelőállást foglalni kézi páncéltörő gránátvetőjükkel, azonnal lőni kezdtek rájuk. Al-Harbi rohanni kezdett a nyílt terepen a bunker felé, és rálőtt a bent lévő két szerbre. Csapata kiabált, hogy figyelmeztesse, hogy aknamezőre léphet, de az egyetlen válasza egy „Allahu Akbar” kiáltás volt. A bunkertől mintegy két méteres távolságra a bunkerre lőtt, és megölte az egyik szerbet, majd őt is homlokon lőtték és megölték. Az Abu Sabit Masri által a szerb bunkerek ellen vezetett támadás során körülbelül három katonai rendőrt öltek meg, egyikük, Momir Mitrović levágott fejét pedig azonosítójával és naplójával együtt magukkal vitték.
Egy szerb harckocsit a bosnyákok elfoglaltak és rádióüzenetet küldtek al-Battar al-Jemeninek, a jemeni hadsereg egykori harckocsiparancsnokának, hogy kézi sebesülése után az ellátása után térjen vissza a harctérre. Miközben a szerb csapatok megpróbálták megsemmisíteni az elfogott járművet, al-Jemeni és egy ismeretlen társa odarohant, és odavezette a harckocsit a bosnyák vonalhoz. Négy órával később halt meg egy aknavető lövedéktől, miközben egy megsebesült harcost próbált kimenteni egy elfoglalt bunkerből. Krsto Marinkovićot, a szerb könnyűdandár harcosát a bosnyákok támadásainak kiáltása ébresztette fel egysége árkában. Társával, Petko Marićtyal együtt az erdők felé futott, hogy elmeneküljön a támadás elől, ahol találkoztak Velibor Tošićtyal, és 19:00-kor a trió úgy döntött, hogy megadja magát a mudzsahedeknek, abban a reményben, hogy bosnyák foglyokra cserélik ki őket. Miután kiléptek az erdőből, gyorsan körülvették őket bosnyák és külföldi mudzsahedek, akik rúgták és ütötték őket, miközben videót készítettek a foglyaikról, majd egy bosnyákra és két mudzsahedre bízták őket, akik elkezdték terelni őket Livade felé.

## A foglyok sorsa
Az elfogott szerb katonákat, Predag Knežević kivételével, akit állítólag lefejeztek, Livade faluba vitték. Másnap az ARBiH 35. hadosztály Katonai Biztonsági Szolgálatától jelentés érkezett a hadtest-parancsnoksághoz, amelyben tájékoztatta a 3. hadtest parancsnokát, hogy a foglyokat a livadei „befogadóközpontban” hallgatták ki, és azt javasolták, hogy Sarénak (utalás Edinre Sarićra) kell lefolytatnia a jövőbeni kihallgatásokat. A foglyokat megkérdezték arról, hogy mely VRS-egységek voltak felelősek a prijedori, a banja lukai és a bosanska krupai mecsetek lerombolásáért, valamint arról, hogy kik azok, akik muszlim nőket erőszakoltak meg. A foglyok közül tizenegy prnjavori muszlim munkaszolgálatosnak bizonyult, akiket a szerb védelem megerősítésére alkalmaztak a térségben, míg Branko Sikanić, Igor Guljevatej és Velibor Trivičević ténylegesen szerb katonák voltak. A nap végére összesen 12 fogságba esett VRS-katonát és 11 elfogott munkaszolgálatost számláltak.
A foglyokat két nappal később a Gostović-völgyi Kamenica táborba szállították. Marinković egy ponton megpróbált elmenekülni, de még mindig bekötött szemmel és megkötözve egyszerűen leesett a teherautó hátuljáról, de egy mudzsahed géppuska hangjától kővé dermedt. Kést tartottak a torkához, és a bosnyák megkérte az elfogott orvost, Branko Sikanićot, hogy jöjjön át és vágja el a torkát, amit Sikanić visszautasított – és a konvoj továbbment. Amikor megérkeztek, kioldották a kezüket, és hallal, kenyérrel és vízzel etették meg őket. A 35. hadosztály két katonája, akik hallottak az elfogásról, és megjelentek a kétemeletes házban, ahol a foglyokat tartották, és azt állították, hogy egy idegen harcos megkérte őket, hogy oldják fel kezüket, de ők ezt figyelmen kívül hagyták. Másnap egy 40 éves fogoly, Gojko Vujičić, aki a jobb combján sebesült meg, istenkáromló átkokat kiabált, miközben vizet követelt, majd egy másik helyiségbe vitték, ahol lelőtték és lefejezték. A megmaradt foglyok kénytelenek voltak megcsókolni a fejét, mielőtt két napra a falra függesztették volna. Lábukat tömlővel kötözték össze, amelyről a foglyok később azt állították, hogy levegővel töltötték fel, hogy felfúvódjon, ami nagy fájdalmat okozott nekik. Más foglyok azt állítják, hogy áramütésekkel sokkolták őket. A foglyok fürdetése közben a mudzsahedek ismét találkoztak a bosnyák hadsereg tagjaival, és megjegyezték, hogy „körülbelül tíz fogoly” van, akik mindannyian képesek önállóan eljutni a fürdőhelyre, és úgy tűnik, hogy jó egészségnek örvendenek.
Egy hónap múlva a foglyokat a Zenica Kazneno Popravni Dom börtönbe szállították, ahol fogva tartották őket. Itt, amint azt korábban javasolták, Edin Sarić hallgatta ki őket, aki arról számolt be, hogy „állapotuk leromlott. Nem borotválták meg őket. Piszkosak voltak... nem láttam látható nyomait kínzásnak vagy erőszakos bánásmódnak. Szerintem ez bőven elég. És különösen, ha mindegyik férfi azt mondja, hogy nem voltak ilyen dolgok, mi mást tehettem volna, mint hinni ezeknek az embereknek?”, jelezve, hogy az elfogott katonák kezdetben tagadták, hogy fogvatartóik bántalmazták volna őket.
A tizenegy muszlim foglyot fogolycsere keretében október 31-én engedték szabadon, míg a többieket december 31-én túl tartották, amikor a Vöröskereszt látta őket. További foglyok voltak Goran Stokanović, Šamac és egy mentős.

## Következmények
A csatát követően a harckocsi elfoglalása, a szerb állások lerohanása és a csatában az új frontvonal kialakulásának váratlan szerencséje miatt a mudzsahed erők a csatát „al-Karamának” (azaz „Csodának”) nevezték el. A háború után Rasim Delić tábornokot azzal vádolta meg a Nemzetközi Büntetőtörvényszék, hogy nem akadályozta meg a foglyokkal való rossz bánásmódot.

## Fordítás
- Ez a szócikk részben vagy egészben  az    Operation Miracle (1995) című angol Wikipédia-szócikk ezen változatának fordításán alapul.  Az eredeti cikk szerkesztőit annak laptörténete sorolja fel. Ez a jelzés csupán a megfogalmazás eredetét és a szerzői jogokat jelzi, nem szolgál a cikkben szereplő információk forrásmegjelöléseként.